# Station Noyal - Acigné
Station Noyal - Acigné is een spoorweghalte in de Franse gemeente Noyal-sur-Vilaine. Zij wordt bediend door treinen van het netwerk TER Bretagne op het traject Rennes - Vitré.